# Río Jilok
El río Jilok (en ruso, Хилок) es un largo río asiático que discurre por parte oriental de Siberia rusa. Se trata de un afluente de la margen derecha del río Selengá, un río de la cuenca del Yeniséi a través del lago Baikal y el río Angará. 
Su longitud es de 840 km, y su cuenca drena 38.500 km² (mayor que países como Taiwán o Guinea-Bissau). 
Administrativamente, el río Jilok discurre por el krai de Zabaikalie (antigua región de Chita) y la república de Buriatia de la Federación Rusa.

## Geografía
El Jilok nace en el lago Arajléi (58,5 km²), a una altitud de 965 m, en la parte occidental del krai de Zabaikalie, a unos 50 km al noroeste de la ciudad de Chita, la capital del krai (306 134 hab. en 2008.). El lago se encuentra en la divisoria de aguas entre la cuenca del Yeniséi y la del Lena y tiene dos emisarios: uno vierte hacia el Yeniséi, vía Jilok; y el otro hacia el Lena, vía río Vitim, un importante afluente del Lena. Después de recorrer dos kilómetros con el nombre de Cholói, cruza el lago Shakshá (53,6 km²). En esta región, además recibe las aguas de otros lagos, especialmente el lago Irguén (33,2 km²), cuyo emisario es uno de sus afluentes.
Su curso se orienta en dirección suroeste continuando su recorrido por el krai de Zabaikalie, en un valle paralelo a las montes Yáblonoi por la vertiente sudeste. Después de pasar el límite con Buryatia, se encamina progresivamente hacia el oeste. Un centenar de km antes de su desembocadura, describe una curva cerrada hacia el norte, dirección que mantiene hasta el final de su curso. Desagua por la margen derecha en el Selengá a una altitud de 522 metros y 40 km aguas abajo de Novoselenguinsk (confluencia del río Chikói con el Selengá). 
El Jilok está bordeado por la línea del ferrocarril Transiberiano durante un largo tramo de más de 300 km. El río Jilok atraviesa la pequeña ciudad homónima de Jilok (10.449 hab. en 2008).

## Hidrometría
El caudal del Jilok se ha observado durante 62 años (de 1936 a 1997) en Jaïlastui, situado a 22 km de su confluencia con el Selengá.
El caudal medio anual en este período fue de 97,6 m³/s para un área drenada de 38 300 km² (casi la totalidad de la cuenca del río que tiene 38 500 km²). La lámina de agua que corre en la cuenca asciende a 80,4 mmm/año, que debe considerarse moderada, pero relativamente abundante en la cuenca del Selengá, generalmente caracterizado por un relativamente pobre drenaje. 
El Jilok tiene un régimen pluvio-nival con dos estaciones bien marcadas, causadas por ser un río alimentado en parte por las lluvias de verano y también por la nieve derretida. 
Las crecidas se producen desde finales de primavera hasta el otoño, de mayo a octubre inclusive, con un pico en mayo, lo que corresponde al deshielo y al derretimiento de la nieve. La cuenca recibe precipitaciones en todas las estaciones, bastante abundantes en las cumbres de la parte superior o cuenca oriental. Caen como lluvia en verano, por lo que el caudal de julio a septiembre-octubre es abundante. En septiembre, surge un segundo pico de la misma manera, correspondiendo a la temporada de lluvias, con el apoyo de una menor evaporación debido a las temperaturas más bajas. En octubre, el caudal del río baja, que conduce al periodo de aguas bajas, ligado a las muy bajas temperaturas del invierno siberiano. Esta temporada de aguas bajas, que dura seis meses, tiene lugar desde noviembre hasta principios de mayo y corresponde a las importantes heladas que asolan toda la región. El río está cubierto por el hielo entre los meses de octubre/principios de noviembre hasta finales de abril/ principios de mayo.
El promedio mensual de flujo observado en febrero (el mínimo de estiaje) es de 4,11 m³/s, inferior al 2 % de la media del mes de mayo (220 m³/s), que pone de relieve la gran amplitud de las variaciones estacionales. En el período de observación de 62 años, el caudal mínimo mensual fue de solamente 0,020 m³/s (veinte litros) en marzo de 1979, mientras que el caudal máximo mensual ascendió a 562 m³/s en junio de 1936. 
En lo que respecta al verano, libre de hielo (meses de mayo a septiembre inclusive), el caudal mensual mínimo observado fue de 37,7 m³/s en septiembre de 1958, un nivel todavía muy valioso. Un caudal mensual en verano inferior a 40 m³/s es bastante excepcional. 
Caudal medio mensual en el río Jilok (en m³/s) medido en la estación hidrométrica de Jailastui  
Datos calculados a partir de 62 años (1936-97)